# Aquilée
À ne pas confondre avec L'Aquila en Italie centrale
Aquilée, en italien Aquileia, en frioulan Aquilee, est une commune d'un peu plus de 3 000 habitants de la province d'Udine, dans la région autonome du Frioul-Vénétie Julienne en Italie. 
Colonie romaine fondée en 181 av. J.-C., Aquilée était la capitale de la Regio X Venetia et Histria, une des villes les plus importantes de l'Empire romain, et un grand foyer du christianisme : elle a été entre le IVe siècle et le XVe siècle, le siège du patriarcat d'Aquilée. Avec Ravenne et Brescia, c'est le site archéologique le plus important de l'Italie du Nord, et avec Cividale del Friuli et Udine, l'une des capitales historiques du Frioul, dont la bannière dérive de ses armoiries. 

## Toponymie
- en italien Aquileia ;
- en latin Aquileia ;
- en slovène Oglej ;
- en frioulan Aquilee ;
- en allemand Aglar ou Aglarn ou Agley[4].

## Géographie
Aquilée est une ville proche de la mer Adriatique, située entre Palmanova et Grado. La zone habitée se développe autour de la basilique patriarcale sur un rayon d'environ un kilomètre, intégrant également les vestiges de l'ancienne cité romaine, et est traversée par le fleuve Natissa. La partie sud du territoire municipal, derrière la lagune de Grado, est constituée principalement de terres cultivées (émanation de la bonification agricole fasciste) ou de petites parcelles de forêts. Le hameau de Belvedere, qui surplombe la lagune de Grado, abrite deux exemples typiques de forêts de pins, Pineta di San Marco et Pineta di Bielvedè.
Le territoire d'origine marécageuse a été récupéré par des interventions massives d'assainissement.

## Histoire

### Période romaine

#### DuIIesiècleav. J.-C.auIIesiècle
La colonie latine (il s'agit de la dernière colonie latine de droit latin fondée, par la suite il n'y eut plus que des colonies romaines) est fondée en 181 av. J.-C. sous la direction des triumvirs romains Publius Cornelius Scipio Nasica, Caius Flaminius et Lucius Manlius Acidinus Fulvianus, envoyés par le Sénat romain pour barrer la route aux barbares qui menacent les frontières orientales de l'Italie. La ville se développe comme base militaire pour la campagne contre les Histriens et contre divers peuples, dont les Carni, puis pour l'expansion romaine vers le Danube. Trois mille fantassins s'y établissent avec leurs familles, ainsi que des cavaliers, surveillant l'Istrie insoumise et les Gaulois transalpins. Aquileia devient cité moins d'un siècle plus tard.
Elle est divisée par le cardo maximus, l'actuelle via Julia Augusta, et par le decumanus. La municipe est agrandie par phases après 89 av. J.-C., comme en témoignent les différentes murailles de la ville. Pendant l'hiver entre 59 et 58 av. J.-C., comme indiqué dans les Commentaires sur la guerre des Gaules, Jules César place les campements circum Aquileiam (autour d'Aquilée) et appelle deux légions pour faire face aux Helvètes. La ville obtient de ce séjour de César, et d'autres, de nombreux avantages.
Durant le règne d'Auguste, elle est proclamée capitale de la dixième région d'Italie, Regio X Venetia et Histria (actuellement, globalement, la Vénétie et l'Istrie ), devenant un centre politico-administratif et un emporion prospère. Le développement de la ville à cette époque est tel que sa splendeur lui vaut d'être comparée à une seconde Rome. La fortune d'Aquilée lui vient de sa position stratégique et commerciale : important port fluvial sur le fleuve Natissa, c’est le point de départ vers l’aire du Norique aux débouchés des routes venant des Alpes et de la mer Baltique, notamment de la route de l'ambre, et de la Gaule vers l'aire danubienne et les provinces d'Illyrie et de Pannonie.
Aquilée est donc rapidement devenue une plaque tournante du commerce méditerranéen en direction des régions danubiennes et rhénanes. Par son port transitent de nombreuses denrées, la ville elle-même étant au centre d'un riche terroir. La vie artistique est remarquable, portée par la richesse de la clientèle et l'intensité du trafic et des contacts.
L'importance d'Aquilée au sein de l'Empire romain transparaît dans sa représentation sur la table de Peutinger qui représente l'ensemble du réseau viaire de l'Empire. Aquilée fait partie des rares villes de 2e niveau, celles qui sont entourées de murailles et de tours (juste après les trois villes cernées d'un médaillon : Rome, Constantinople et Antioche).

#### La peste à Aquilée

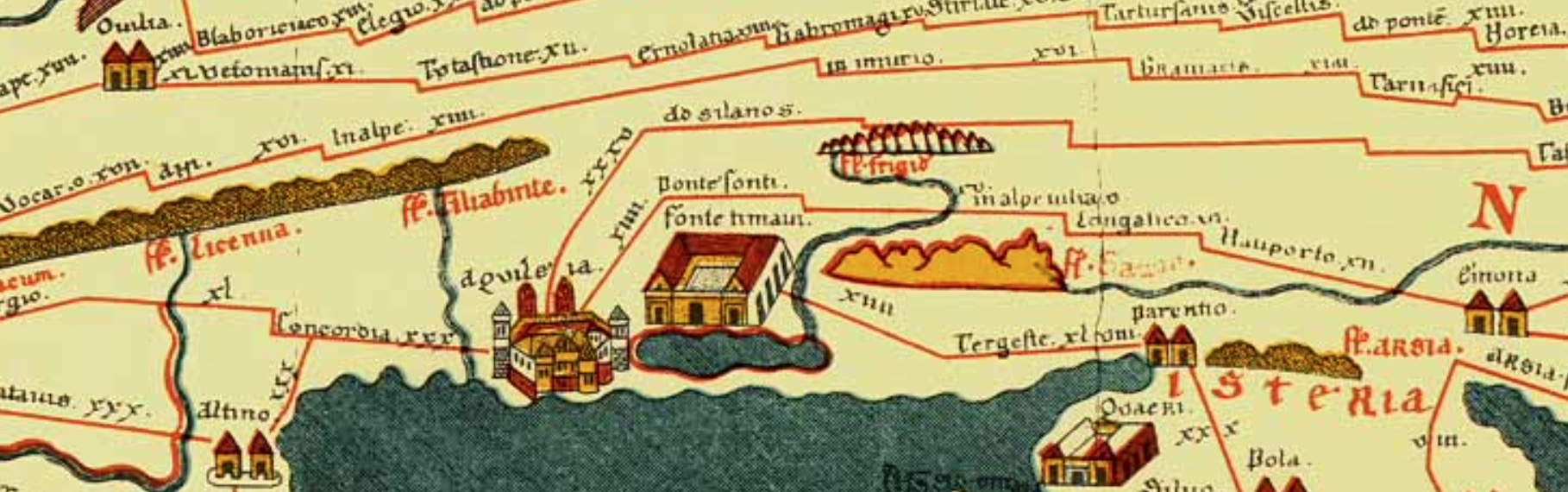
Aquileia est représentée avec une enceinte et 6 tours.

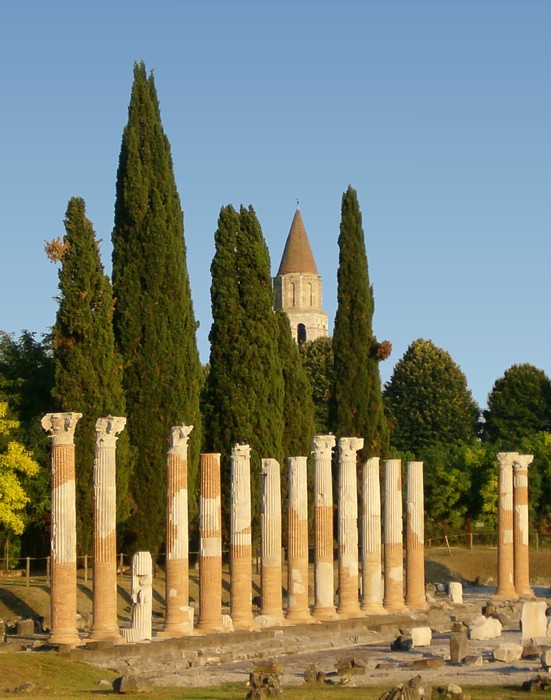
Vue d'Aquilée : au premier plan le forum romain, au fond le campanile de la basilique.

L'Empire, de 165 à 189, est affligé par une « peste », probablement une épidémie de variole, connue sous le nom de peste antonine ou « peste de Galien », qui dure environ 15 ans et fait selon certaines sources un total de 5 000 000 de victimes. Selon certains, c'est l'un de ces événements qui ont profondément changé l'histoire romaine, déterminant une rupture d'époque avec la période précédente.
Au printemps 168, les empereurs Marc Aurèle et Lucius Aurelius Verus décident de se rendre dans la région du Danube pour atteindre Carnuntum ; Aquilée est la première étape. L'état-major impérial est composé du préfet du prétoire Tito Furio Vittorino, Pomponio Proculo Vitrasio Pollione, Daturnio Tullo Prisco, Claudio Frontone, Advent Antistio. La ville d'Aquilée voit d'immenses quantités de troupes se masser sur son territoire et la crainte que ce rassemblement n'amène la dangereuse maladie s'avère bientôt fondée. Les deux empereurs, arrivés à Aquilée et inquiets de l'épidémie qui a déjà causé entre-temps la mort du préfet Furio Vittorino, envoient une lettre à Galien le demandant comme médecin personnel pour la campagne d'Allemagne.
La peste antonine les oblige à différer leur offensive. À la fin de l'été de la même année, Marc-Aurèle se retire de la campagne militaire avec ses troupes pour passer l'hiver à Aquilée, où il est rejoint par Galien. Les premiers cas de peste apparaissent dans la ville. La diffusion croissante des cas de peste à Aquilée incite les empereurs à se retirer avec leur seule escorte personnelle à Rome ; Lucius Aurelius Verus, qui a poussé à ce départ, meurt à Altinum d'un accident vasculaire cérébral.

#### Siège de l'empereur Maximin le Thrace
Les préparatifs défensifs, renforcés entre le IIe et le IIIe siècles, permettent à Aquilée de vaincre le siège, aujourd'hui le plus souvent placé en 170, des Quades et des Marcomans, alliés contre les Romains avec les Sarmates durant les longues guerres du règne de Marc Aurèle.
En 238, la ville est assiégée par les troupes de Maximin Ier le Thrace lors de la guerre civile qui l'oppose au sénat de l'Empire romain, à la suite de l'élection à son détriment par celui-ci des empereurs Maxime Pupien et Balbin qui acceptent Gordien Ier comme César. Maximin et ses troupes descendent en Italie de Pannonie, mais la ville d'Aquilée où il prévoit de s'approvisionner ferme ses portes, l'obligeant à l'assiéger. Rutilio Crispino et Tullio Menofilo sont chargés par le Sénat d'organiser la défense (bellum Aquileiensis), ce qu'ils réalisent en renforçant les murs et en accumulant de la nourriture et de l'eau en quantité. Maximin envoie des émissaires sous les murs pour inviter la population à se rendre ; Crispino harangue le peuple (le discours est rapporté par Hérodien), l'invitant à faire confiance au Sénat romain et à mériter le titre de libérateurs de l'Italie de la tyrannie de Maximin.
Les assiégeants échouent à prendre la ville et finissent par massacrer Maximin. Rutilio Crispino et Tullio Menofilo se rendent à Cervignano del Friuli où l'armée de Maximin campe le long de la rivière Ausa, portant les effigies de Pupien, Balbin et Gordien couronnées de lauriers. Aquilée devient alors le théâtre du ralliement des armées de l'empereur Maximin aux nouveaux empereurs désignés par le sénat.

#### Avènement du christianisme
Aquilée exerce une fonction morale et culturelle avec l'avènement du christianisme qui, selon la tradition, est prêché dans la région par l'apôtre Marc (évangéliste). Au cours des premiers siècles, la ville voit ensuite le témoignage de plusieurs martyrs, dont les premiers sont Hermagore et Fortunat d'Aquilée vers 70. Le pape Pie Ier, mort en 154, serait également natif de la ville. Au IIIe siècle, Hilaire et Taziano (morts en 284) sont d'autres martyrs de l'église d'Aquilée ; au début du IVe siècle, Chrysogone d'Aquilée, Proto et les frères Can, Cantien et Cantienne sont martyrisés, dont le culte trouve une large diffusion dans tous les territoires du diocèse d'Aquilée, de la Vénétie à l'Istrie, de la Carinthie à la Slovénie. En 313, l'empereur Constantin met fin aux persécutions. Avec l'évêque Théodore (mort en 319 environ), un grand centre de culte est construit, composé de trois salles avec des mosaïques magnifiques, chacune contenant plus de 2 000 fidèles.
Les évêques d'Aquilée prennent de l'importance au cours des siècles suivants, apportant une contribution vigoureuse au développement du christianisme occidental, tant d'un point de vue doctrinal et pour l'autorité exercée. Après l'édit de Milan, l'évêque Théodore d'Aquilée y fonde une première église en 313, qui a un rôle primordial dans l'évangélisation vers l'Europe de l'Est, jusqu'au Danube et en Hongrie et, par-delà l'Istrie, vers les Balkans. C'est une métropole pour une vingtaine de diocèses en Italie et une dizaine au-delà des Alpes. L'importance de cet évêché lui vaut la tenue d'un concile local en 381 : le concile d'Aquilée, qui concerne toutes les églises d'Occident, est célèbre et décisif pour la lutte contre l'arianisme.
Sous Dioclétien (293-305), Aquilée devient le siège d'un atelier monétaire romain. En 300, l'empereur Maximien s'installe dans les palais impériaux de Mediolanum et d'Aquilée et, dans ces villes, érige des édifices aux proportions énormes, dont un cirque, de manière à les faire apparaître comme une sorte de « seconde capitale ». En 312, Aquilée fait partie des villes qui s'opposent à l'entrée de Constantin Ier en Italie.
Au  IVe – Ve siècle, les présences impériales s'intensifient et de nombreux affrontements sanglants résolvent des disputes fratricides. En 340, Constantin II est tué dans une embuscade près d'Aquilée. En 388 c'est à Aquilée que se rend l'usurpateur Magnus_Maximus à Théodose Ier et Valentinien II. La bataille de la rivière froide en 393, où Théodose Ier bat l'usurpateur Eugène se déroule dans les environs d'Aquilée. En 425, Valentinien III y tue Jean.
Bien que la crise du troisième siècle ait eu de douloureuses répercussions, la ville, siège de nombreux offices et institutions autoritaires, est encore, à la mort de l'empereur Théodose Ier en 395, la neuvième ville de l'Empire et la quatrième d'Italie, après Rome, Milan et Capoue, célèbre pour ses remparts et son port.

#### Destruction par Attila et arrivée des Lombards
Le déclin vient avec les invasions barbares et la chute de l'Empire romain d'Occident. Aquilée résiste aux raids répétés d'Alaric Ier en 401 et 408, mais pas à Attila qui, à la suite de l'effondrement accidentel d'un mur de la fortification, réussit à pénétrer dans la ville le 18 juillet 452, la dévastant et, dit-on, répandant du sel sur les ruines. Attila oblige les légionnaires qu'il a fait prisonniers à construire des engins de siège utilisés par les Romains et massacre ou asservit une grande partie de la population. Deux légendes sont liées à la figure d'Attila : l'une relative à l'effondrement des murailles d'Aquilée et à un rêve prémonitoire grâce auquel Attila a conquis la ville ; l'autre sur le trésor d'Aquilée, enterré pour éviter qu'il ne soit pillé. L'autorité de son église et le mythe d'une ville qui a été puissante ont survécu, même si désormais sa domination directe est limitée à un petit territoire qui a ses ancrages dans la zone urbaine avec le port maritime et dans le village de Grado.
La région devient un passage aisé pour envahir la riche péninsule. En 489, le roi des Skires Odoacre est battu par l’Ostrogoth Théodoric le Grand. Tandis que la population locale se replie dans les collines, ne reste à Aquilée que son prestigieux évêché qui se déclare patriarcat en 554. Grado se développe et acquiert une importance toujours plus grande à la suite de l'invasion des Lombards en 568. À partir de ce moment, la région d'Aquilée est divisée entre les Romano-Byzantins qui occupent la zone côtière autour de Grado, et les Lombards basés à Aquilée. La scission du siège patriarcal se produit à partir de 606. Au VIIe siècle, des monastères sont fondés par les moines bénédictins blancs de saint Colomban de l'abbaye San Martino della Beligna et du monastère de Santa Maria di Monastero. Au VIIIe siècle, le siège du patriarcat est transféré à Cividale del Friuli, plus sûre. Au Xe siècle, de nombreuses destructions ont lieu à la suite des raids des Magyars.
En l'an 800, l’empereur Charlemagne, de retour de Rome où il s'est fait couronner, s'arrête à Aquilée pour obtenir la bénédiction du patriarche, ce qui témoigne de son importance.

### Moyen Âge
Vers l'an 1000, la ville renaît, qui retrouve un grand prestige avec le patriarche Poppon d'Aquilée (1019-42), qui ramène le siège du patriarcat à Aquilée.
De 1077 à 1420, Aquilée a sous son contrôle le Frioul et la Vénétie ainsi qu'une bonne partie de la Slovénie et de l'Istrie. Cette époque connait d'étonnantes avancées démocratiques telles que le parlement du Frioul. La Vénétie dépend du patriarcat d'Aquilée jusqu'en 1751.

### Dominations vénitienne et impériale
1420 marque la fin du pouvoir temporel des patriarches et Aquilée passe sous la domination de la république de Venise. Aquilée continue cependant à donner son nom au patriarcat homonyme.
En 1509, elle est conquise par le Saint-Empire romain germanique lors de la guerre de la Ligue de Cambrai. Avec le traité de Noyon, confirmé plus tard par la diète de Worms (1521), Aquilée reste sous la domination impériale, devenant l'un des 16 capitaineries du comté de Gorizia ; la perte d'Aquilée, avec Cervignano del Friuli, isole Monfalcone des autres dominions vénitiens.
En 1535, la sentence arbitrale de Trente rend Aquilée au patriarcat. En 1543, Nicolò Della Torre, capitaine de Gradisca d'Isonzo, y fait installer une garnison autrichienne, mettant fin à la domination temporelle des patriarches sur la ville, rétablie depuis seulement quelques années. Depuis lors, la localité est soumise à la capitainerie de Gradisca. 
Giacomo d'Attems, qui occupe le poste de capitaine jusqu'à sa mort en 1590, donne à la capitainerie de Gradisca une physionomie précise, la soumettant à la ville d'Aquilée, ainsi que la forteresse de Gradisca et les villes de Farra d'Isonzo, Villanova, Mossa, Ruda, San Nicolò di Levata (commanderie de l'Ordre de Malte), Sant'Egidio, Fiumicello, Villa Vicentina, la gastaldia d'Aiello del Friuli (avec Joannis, Tapogliano et Visco).
En 1647, la ville de Gradisca d'Isonzo reçoit un fief en tant que comté séparé sous les comtes d'Eggenberg, qui ont également juridiction sur Aquilée ; en 1754, Gradisca est réunie à Gorizia pour créer le comté de Gorizia et Gradisca.
Après le traité de Campo-Formio de 1797 et le traité de Lunéville de 1801, Aquilée reste sous la domination de la monarchie de Habsbourg. Avec le traité de Presbourg de 1805, elle passe au royaume d'Italie (1805-1814) napoléonien ; le traité de Fontainebleau (1807) et le traité de Schönbrunn (1809) confirment ensuite cette affectation jusqu'en 1814, dans le département de l'Adriatique.
En 1815, avec le congrès de Vienne, elle revient aux mains des Autrichiens dans le royaume d'Illyrie ; elle passe sous le profil administratif du Littoral autrichien en 1849 en tant que municipalité comprenant les hameaux de Beligna, Belvedere, Monastero et Sant'Egidio (l'actuel San Zilli).

### Période contemporaine
À partir du 23 novembre 1915, une section de Nieuports est détachée de l'escadrille française N 92 i - N 392 - N 561 de l'aéroport de Venise-Lido à Cascina Farello (1 km au sud-est d'Aquilée) qui devient dans la période la plus conséquente, jusqu'au 24 octobre 1917 Le 2ème escadron de chasse arrive à partir du 2 mars 1916, puis le 15 avril 1916, le Squadriglia 71, qui reste jusqu'au 25 mai et à partir d'août 1916 le Squadriglia 77, jusqu'en mars 1917. En décembre 1918, le Je groupe s'installe à Aquilée jusqu'au 28 février 1919, et à Cascina Farello, fin 1918, le 131e Escadron qui reste jusqu'en mars 1919.
Après la Première Guerre mondiale, Aquilée est annexée au royaume d'Italie et rattachée à la province de Gorizia. À la suite de la suppression de la province en 1923, la commune passe à la province du Frioul et est incluse dans l'arrondissement de Cervignano dans le district de Gradisca et immédiatement après dans le district d'Udine.

## Légendes
L'invasion des Huns et la conquête d'Aquilée par Attila ont laissé une empreinte profonde dans la mémoire collective. Aujourd'hui encore, dans les idiomes courants du territoire, l'appellation « Attila » est donné à ceux qui se montrent particulièrement agressifs ou destructeurs. Il existe de nombreuses légendes sur ce personnage en relation avec la ville, dont trois sont les plus récurrentes.

### Le siège
Aquilée opposait une résistance acharnée aux envahisseurs. Attila était sur le point d'ordonner à son peuple de se retirer lorsqu'il vit des cigognes s'envoler avec leurs petits. Se rendant compte que la ville n'avait plus les provisions nécessaires pour nourrir la population, il maintint le siège quelques jours de plus et réussit à la conquérir.

### La colline
Une fois la ville incendiée, Attila, désormais très loin, donna l'ordre aux guerriers d'apporter de la terre dans leurs casques et de la verser en un point prédéterminé. Les soldats étaient très nombreux et en peu de temps ils réussirent à former une colline avec la terre rapportée, d'où Attila put observer les fumées s'élever de la ville incendiée. On dit que la colline est celle d'Udine, sur laquelle se dresse le château, mais d'autres endroits de la région prétendent également avoir la même origine.

### Le puits doré
Certains habitants d'Aquilée avaient réussi à s'échapper avant l'incendie, trouvant refuge sur l'île de Grado. Cependant, avant leur fuite, ils firent creuser par leurs esclaves un puits dans lequel ils avaient caché tous les trésors et objets en or. Pour garder le secret, les esclaves ont été noyés ; le puits d'or n'a jamais été retrouvé. Ce mythe était considéré comme si probable que, jusqu'à la Première Guerre mondiale, les contrats de vente de terres comportaient la clause « Ti vendo il campo, ma non il pozzo d'oro » (« Je vous vends le terrain, mais pas le puits d'or »), assurant la restitution éventuelle au précédent propriétaire.

## Monuments et lieux d'intérêt

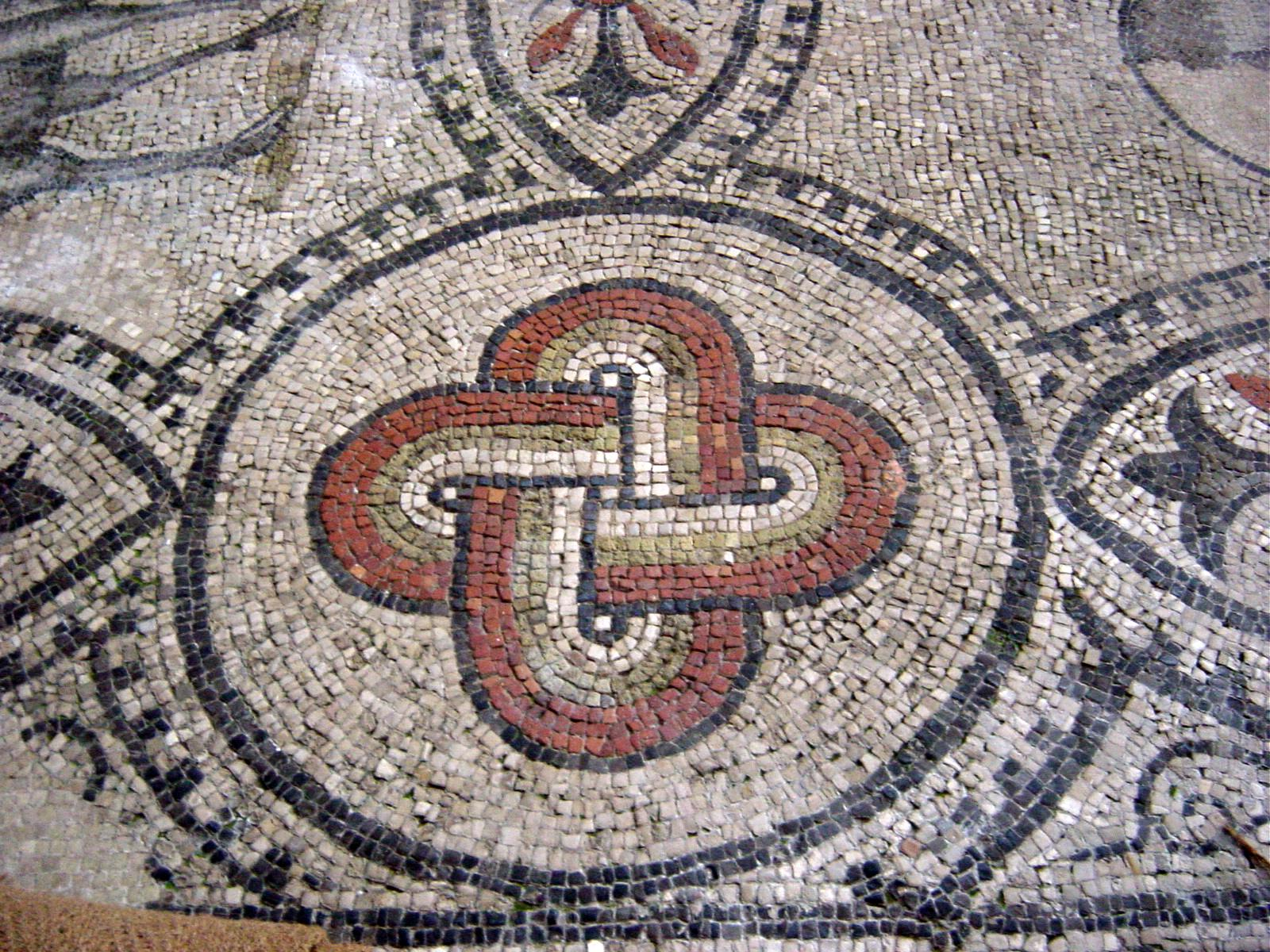
Nœud de Salomon, mosaïque du IVe siècle dans la basilique.

### Monuments antiques
Le parc archéologique créé à la suite des fouilles conduites à partir des années 1930 permet une visite des vestiges du forum romain, de villas, de la nécropole… Son complexe portuaire est actuellement le mieux conservé.

### Port antique

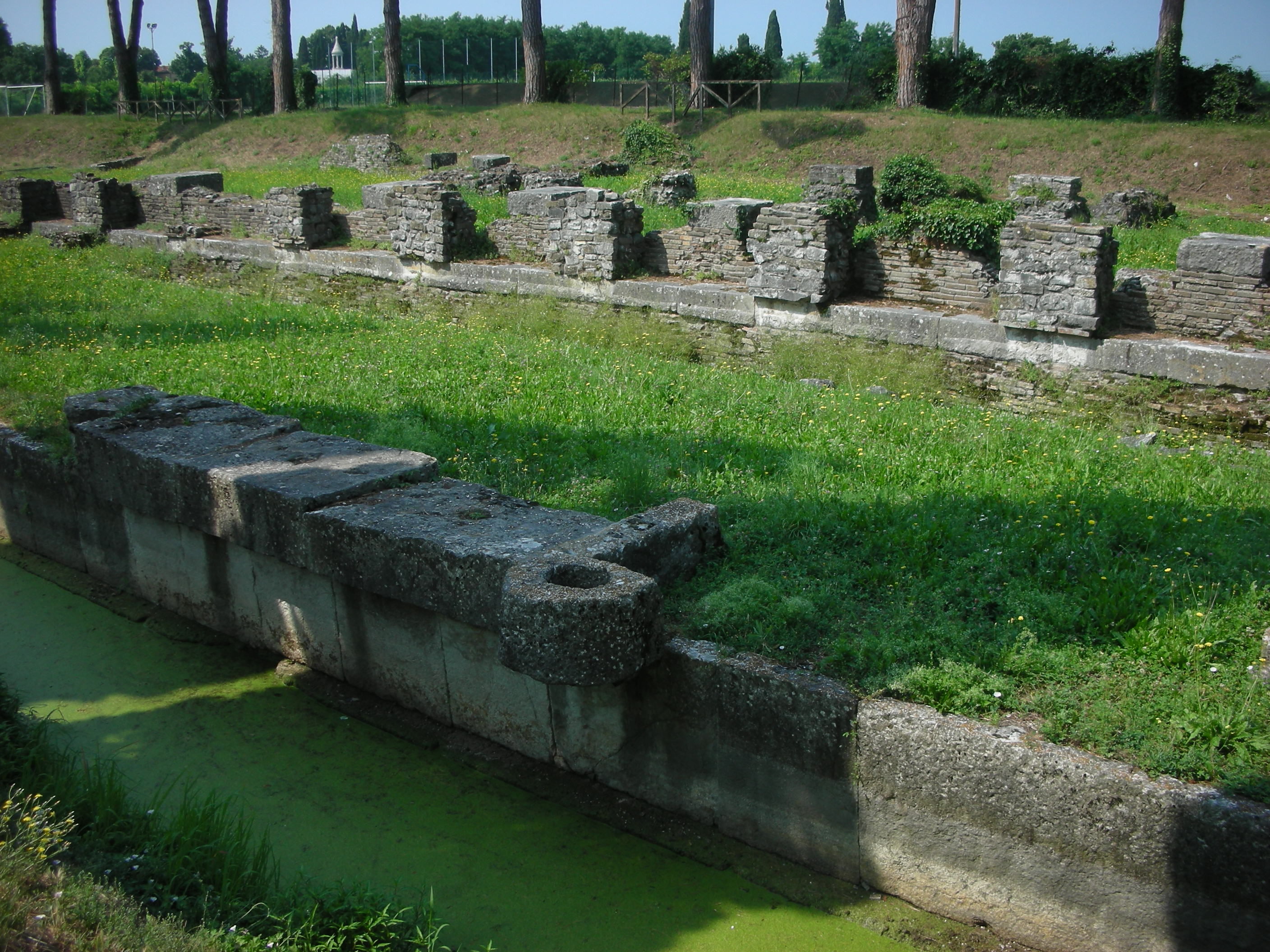
Port antique d'Aquilée : quai avec anneau et magasins en arrière du quai.

Le port antique est situé en bordure du fleuve Natissa sur environ 400 m. Il était constitué d'une darse de 45 m de large (aujourd'hui comblée et plantée de cyprès), d'un bord de quai sur deux niveaux avec des anneaux d'amarrage en pierre taillée(*) et d'un quai d'une largeur d'une trentaine de mètres occupée par des entrepôts adossés à l'ancienne enceinte républicaine de la ville. Strabon (env. 65 av. J.-C - 25 ap. J.-C) cite déjà ce port pour ces échanges entre pays méditerranéens et pays transalpins. Le port a été agrandi par l'empereur Claude (41-54 ap. J.-C) que l'on connait aussi pour ses travaux portuaires près d'Ostie.
À partir de 238, les quais furent renforcés de tours et de murailles pour résister aux divers sièges jusqu'à la chute de la ville en 452.
(*) Le niveau inférieur d'anneaux est composé d'anneaux verticaux et en retrait (situés sous l'eau de nos jours) qui sont appropriés pour l'amarrage des navires. Le niveau supérieur d'anneaux est composé d'anneaux horizontaux et en saillie (bien visibles de nos jours) en bord de quai. Ces derniers anneaux semblent plutôt destinés à accueillir un mât de charge pour charger & décharger les navires. On trouve un arrangement similaire (plus gros) à Leptis Magna (Libye).

### Basilique

Mosaïques
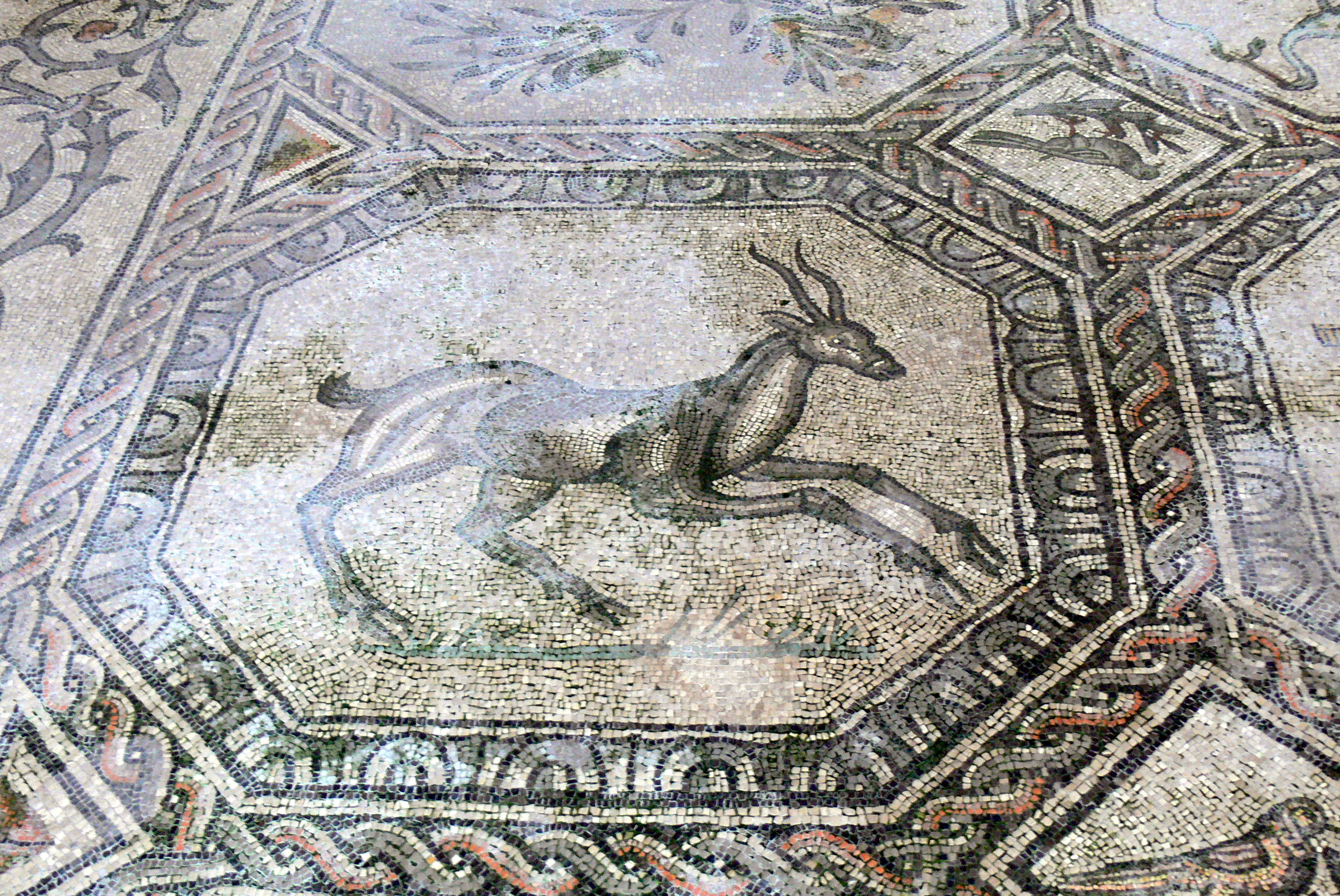
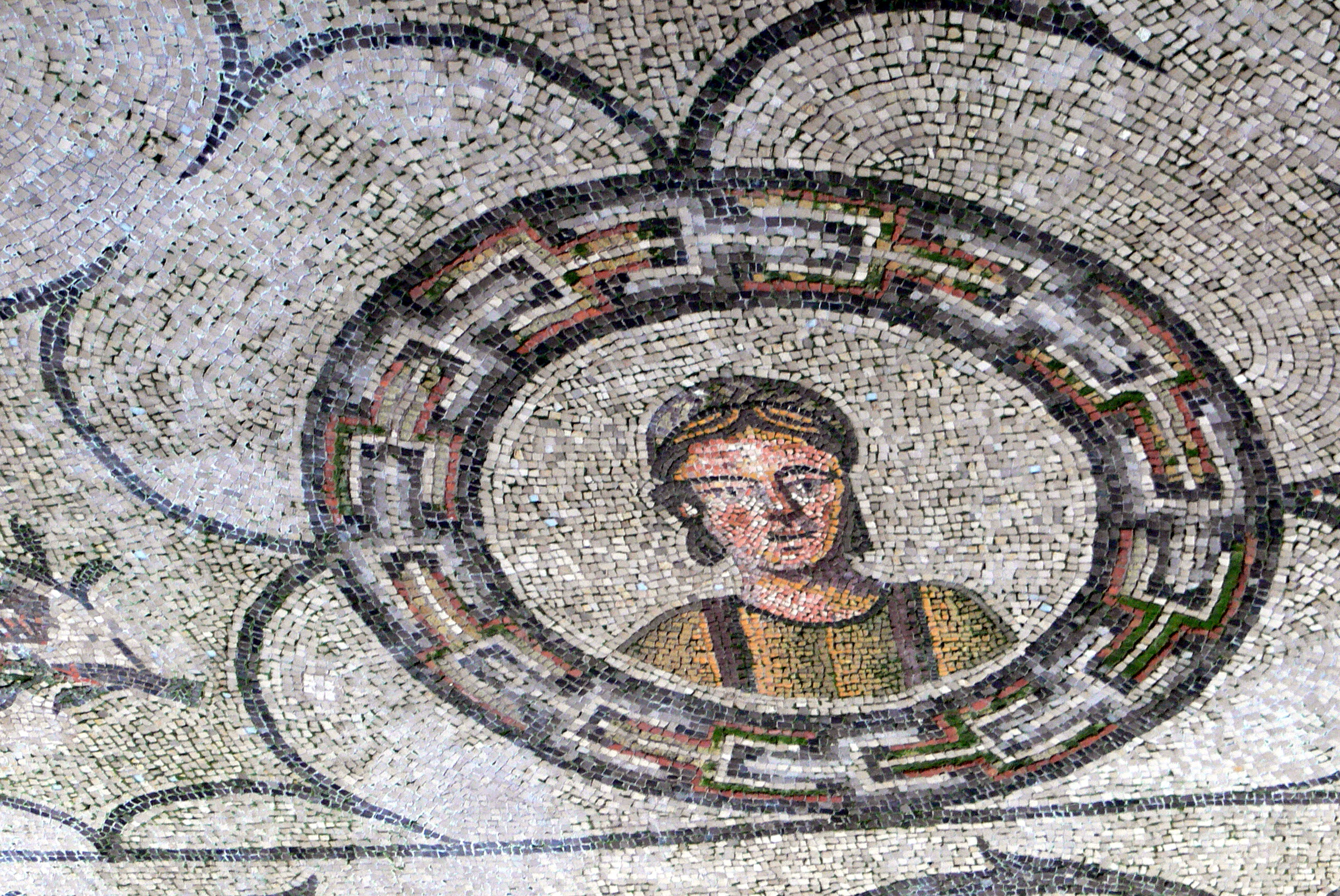
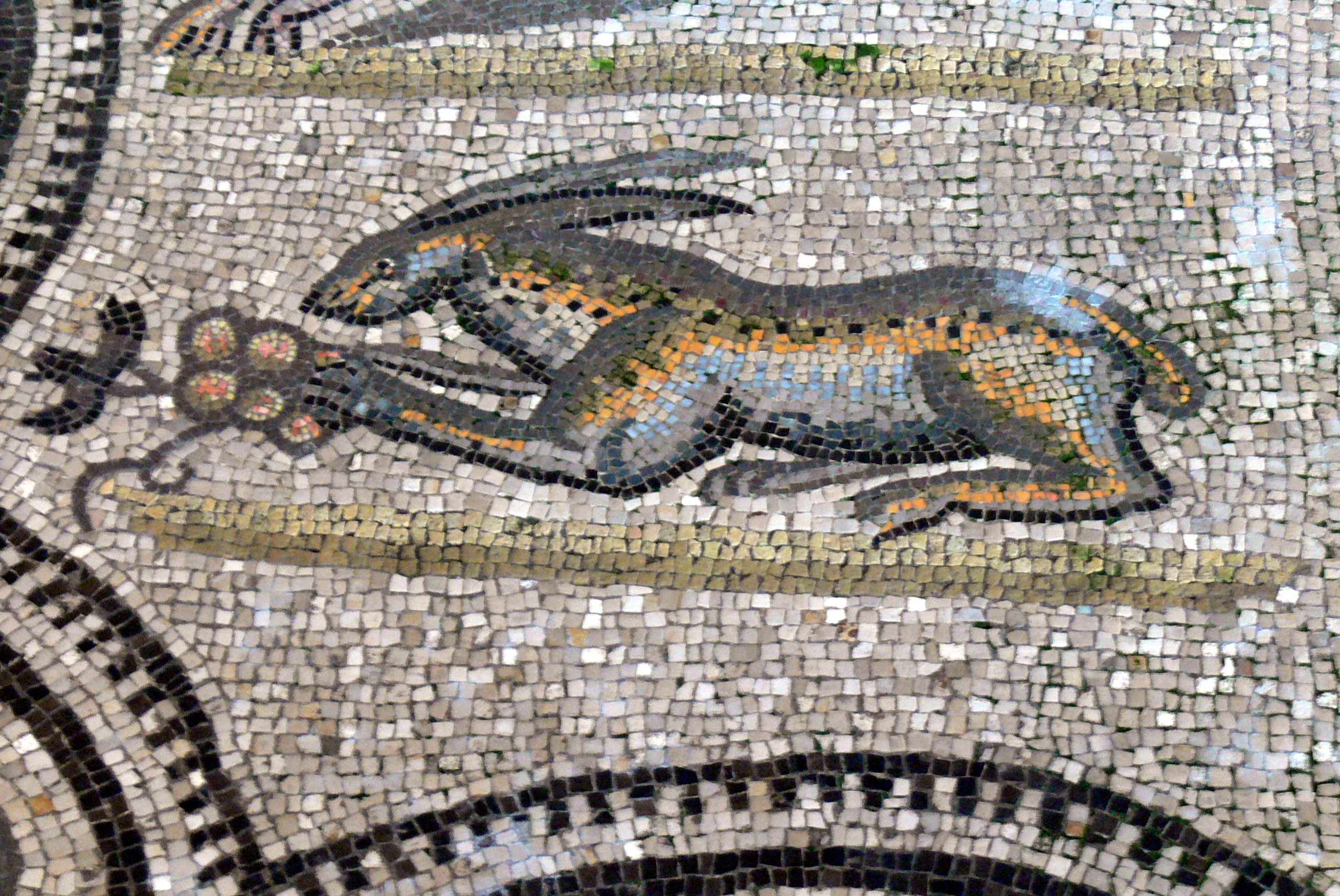

L'église la plus importante, mère d'Aquilée, a des origines apostoliques: saint Marc, envoyé par saint Pierre pour évangéliser la ville, consacre saint Fortunat d'Aquilée comme premier évêque d'Aquilée. La basilique est le plus ancien édifice de culte chrétien du nord-est de l'Italie. Malgré les diverses interventions ultérieures, la basilique d'Aquilée conserve son apparence du XIe siècle.
La basilique byzantine est construite après l'édit de Milan, par la volonté de l'évêque Théodore, entre 308 et 319, avec des mosaïques du IVe siècle qui couvrent 760 m2.  Elle se composait de deux nefs parallèles, reliées par une nef transversale. Entre 1021 et 1031, une reconstruction presque totale est réalisée sous l'impulsion du patriarche Poppon d'Aquilée ; le campanile, haut de 73 mètres, avec une flèche est édifié, qui constitue un prototype pour les bâtiments frioulans et istriens.
À la suite du tremblement de terre de 1348, la basilique est restaurée entre 1350 et 1381, avec des interventions de style gothique. Des décorations de style Renaissance sont réalisées dans le chœur à l'époque de la domination vénitienne.
La façade à double pente s'ouvre sur l'espace frontal par une fenêtre à meneaux et un portique. L'intérieur est en croix latine, à trois nefs, et possède un chœur surélevé.
Le sol en mosaïque du début du IVe siècle a été conservé, avec des scènes de l'Ancien Testament, ce qui est particulièrement intéressant car, si dans la peinture contemporaine des catacombes de Rome, le style est simplifié, avec une plus grande immédiateté de la représentation et un symbolisme marqué, à Aquilée, le style naturaliste est d'origine hellénistique, bien que déjà pleinement en adéquation avec le nouveau symbolisme chrétien.
Sont notamment représentés : le « poisson », ichthys en grec, acronyme de Iesus Cristos Theou Uios Soter (Jésus-Christ Sauveur fils de Dieu), les récits de Jonas, faisant allusion à la mort et à la résurrection en trois jours, le bon berger, le combat entre le coq et la tortue. Le coq, qui chante à l'aube au lever du soleil, est considéré comme un symbole de la lumière du Christ ; la tortue est un symbole du mal, du péché, du fait de l'étymologie du terme qui vient du grec ταρταροῦχος / tartaroūkos, « habitant du Tartare ». Des études récentes ont montré que de nombreux symboles présents sur les mosaïques sont attribuables au gnosticisme et à sa cosmologie. Une communauté de chrétiens gnostiques était présente à Aquilée dans les premiers siècles de l'Anno Domini. La représentation en mosaïque du nœud de Salomon est aussi fréquente. 
Les mosaïques, dans un état de conservation exceptionnel tant par la taille que par l'exhaustivité des scènes et l'intérêt iconographique, sont situées dans l'ancienne basilique d'Aquilée, celle des « baptisés » : il y avait une deuxième église, à côté de la première, pour les catéchumènes, les « Pagani » (« païens »), c'est-à-dire ceux qui n'avaient pas encore reçu le baptême, selon la coutume de l'époque de ne se faire baptiser qu'à l'âge adulte qui concernait souvent la majorité des fidèles.
La chapelle Sant'Ambrogio, chapelle de la famille milanaise des Della Torre, avec à l'intérieur les tombeaux de 5 membres de cette famille dont 3 patriarches d'Aquilée dont Raimondo della Torre, se trouve au fond de la nef de droite.
Le 26 octobre 1921, le corps du Soldat inconnu est choisi dans la basilique d'Aquilée, parmi ceux de quelques soldats non identifiés morts pendant Première Guerre mondiale, puis transporté à Rome et déposé dans la tombe du monument à Victor-Emmanuel II sur la Piazza Venezia, le 4 novembre suivant. Les corps des autres soldats sont enterrés dans le cimetière adjacent à la basilique, dans le « Tombeau des dix soldats inconnus », conçu par l'architecte Guido Cirilli.
Le plus important cycle de fresques romanes du XIIe siècle de toute l'Italie septentrionale se trouve dans la crypte du VIe et du VIIe siècle, destinée à abriter les reliques.

Vues de l'édifice
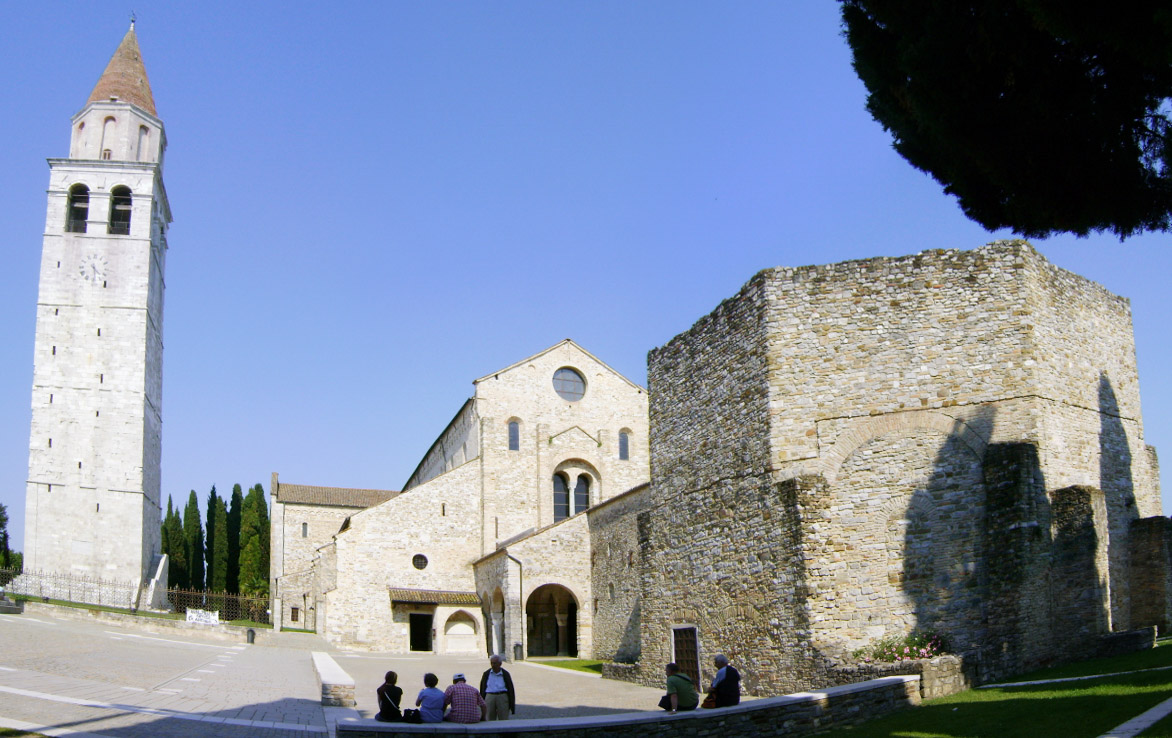
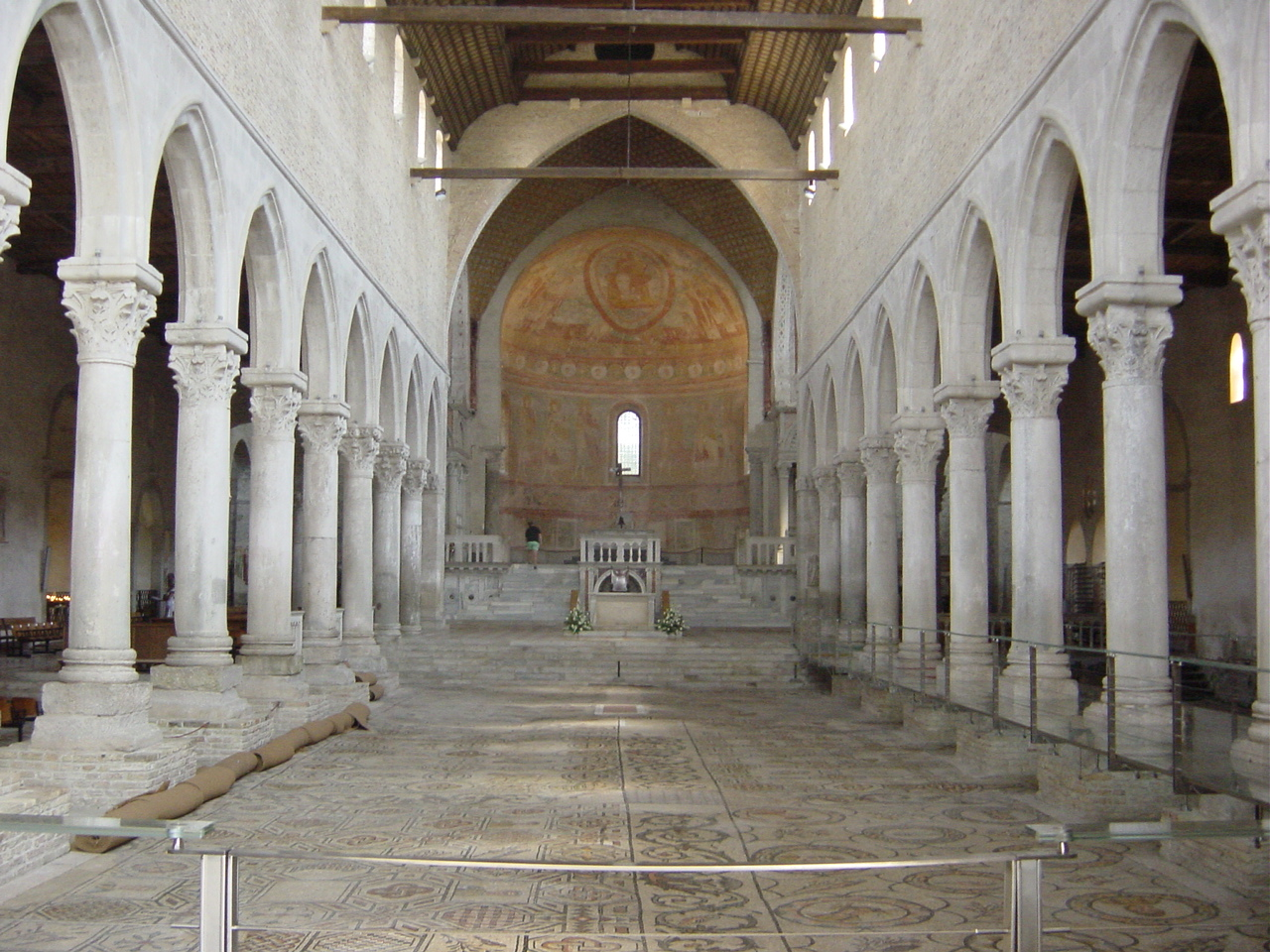
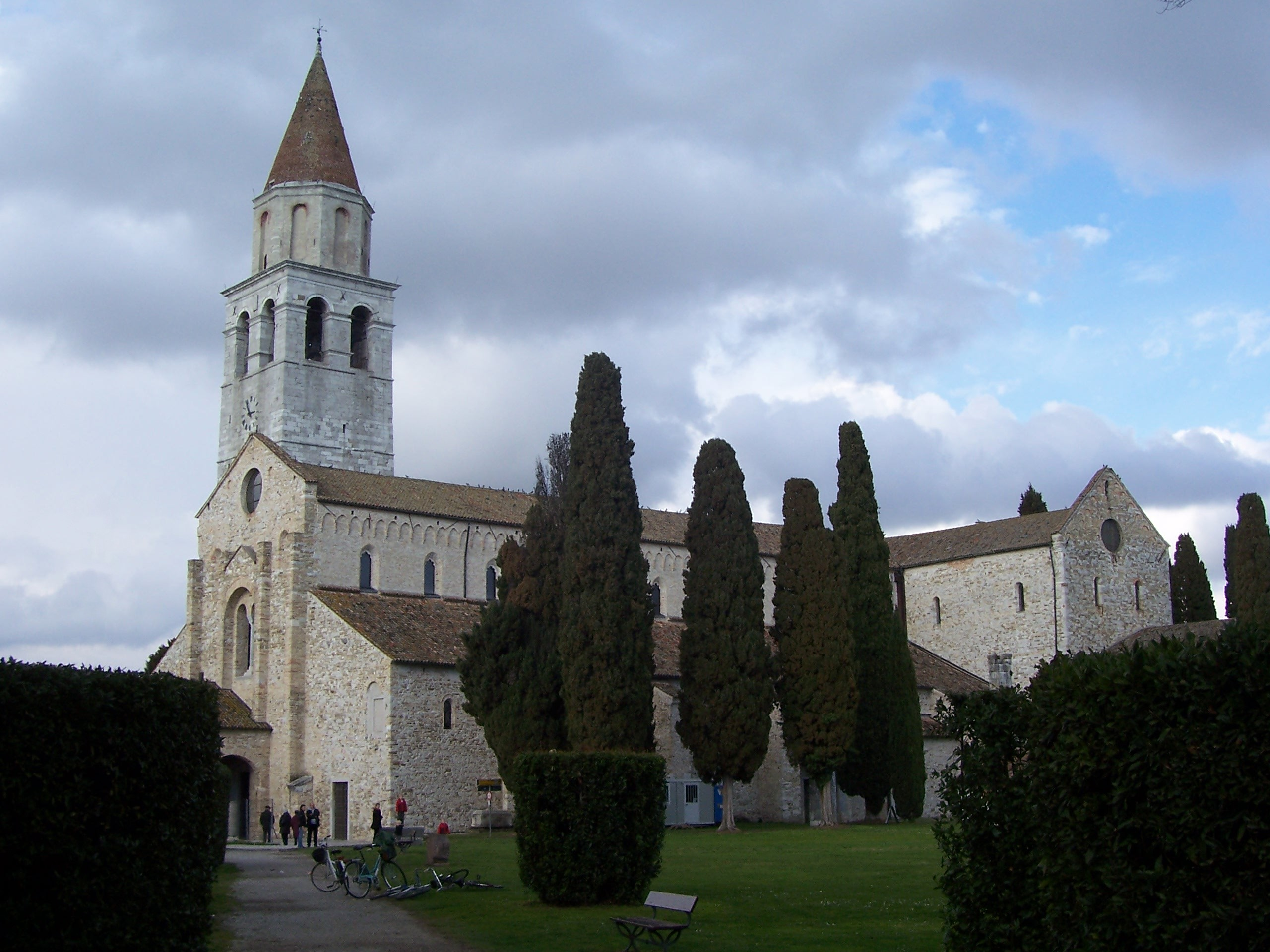

- Mosaïques

Fresques romanes
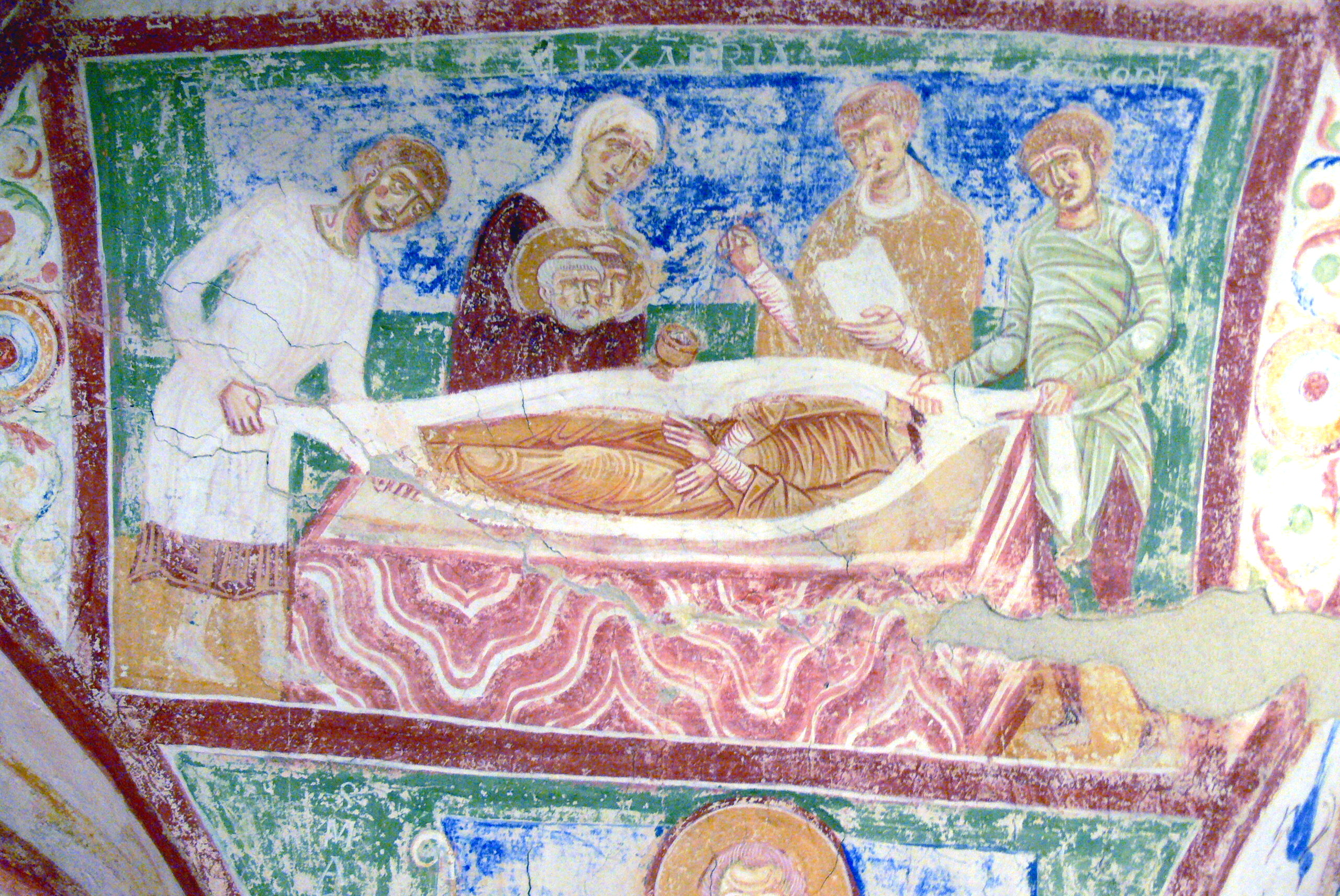
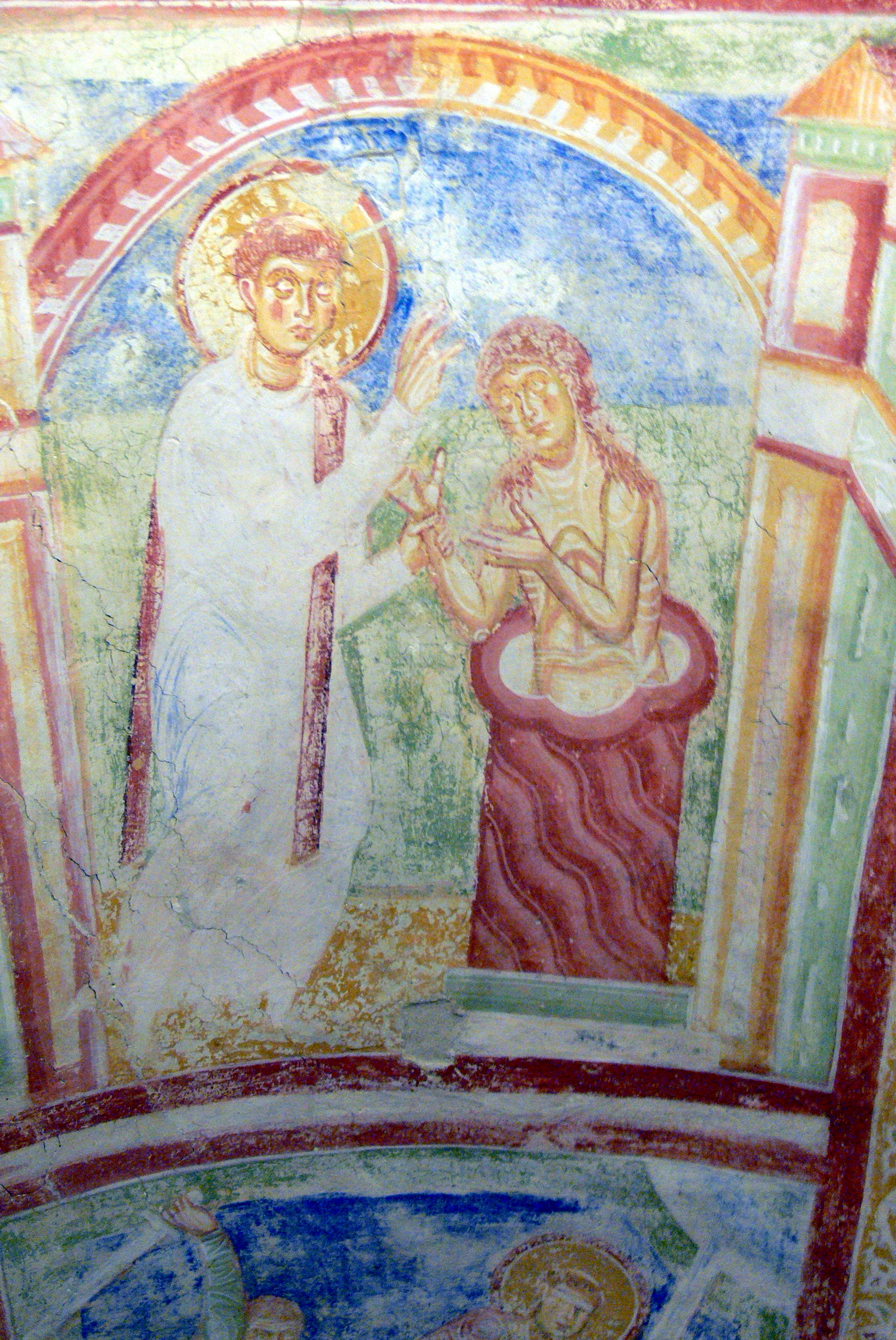
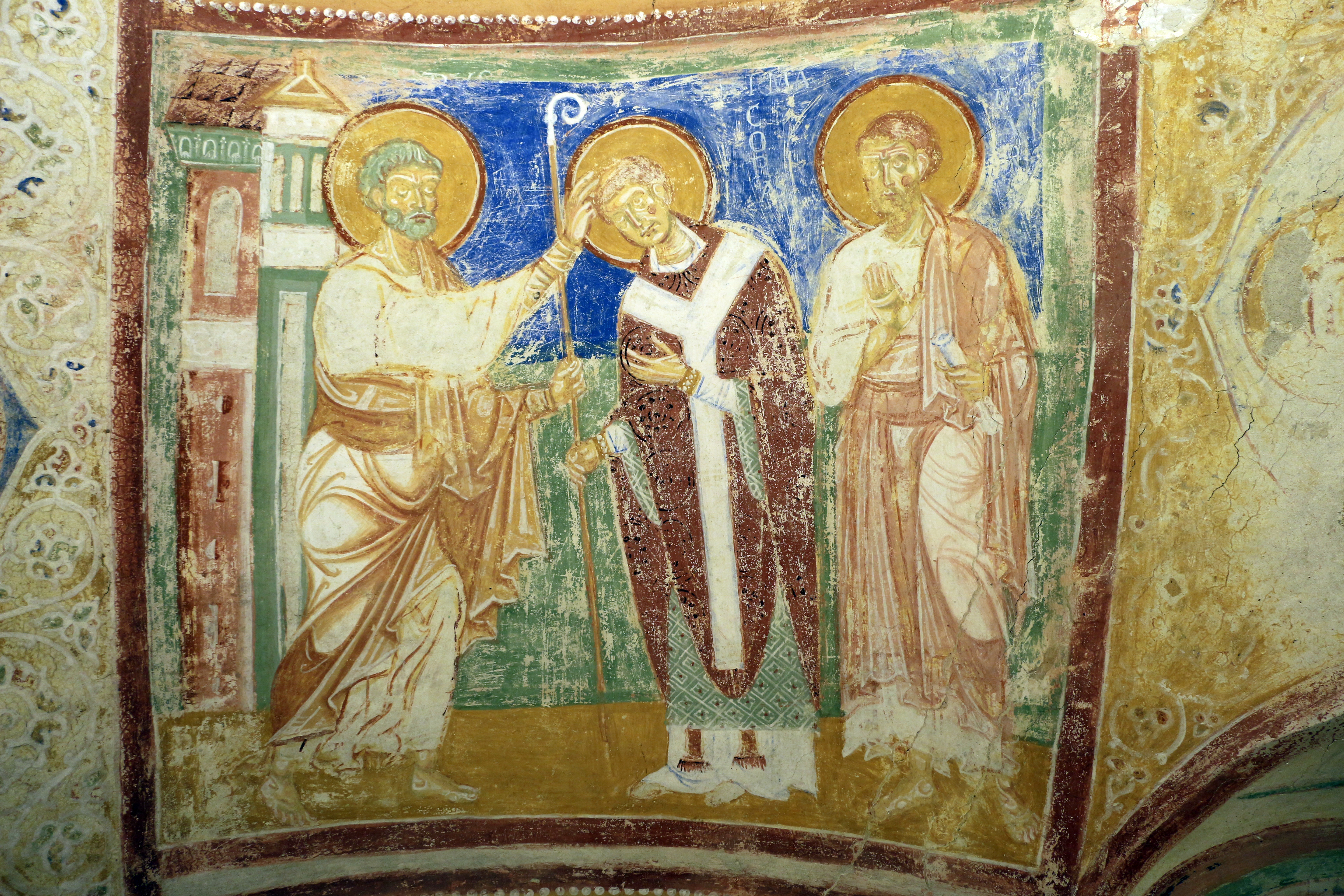

### Architecture militaire
- Cimitero degli Eroi (cimetière des héros)

### Espaces naturels
- Pinède de San Marco, située sur la côte surplombant la lagune de Grado. La zone est un reliquat des anciens systèmes de dunes de sable côtières qui sont maintenant complètement nivelées après la remise en état. Le bois, composé de plantes à feuilles persistantes telles que le pin parasol et le pinus nigra, est un vestige très rare des anciennes forêts de pins qui couvraient ces terres dans les temps anciens.

## Pèlerinage
Aquilée est l'aboutissement du Chemin céleste (Iter Aquileiense en latin, Cammino Celeste en italien), une route de pèlerinage très ancienne qui relie les sanctuaires de Maria Saal en Autriche) et Brezje (Slovénie) à Aquilée. Autrefois, le parcours se poursuivait jusqu'à Grado, au sanctuaire de l'île de Barbana, par barques.
Aquilée est le siège d'un ancien patriarcat, église mère (Ecclesia Mater) qui apporta le christianisme aux populations de l'Est et du Centre de l'Europe depuis l'Antiquité. La tradition y rapporte la présence de l'évangéliste saint Marc. Les saints Fortunat d'Aquilée et Hermagoras d'Aquilée y sont les premiers martyrs en même temps que Can, Cantien et Cantienne (trois frères). L'itinéraire des pèlerins en route vers Rome se poursuivait depuis Aquilée.
La partie italienne du Chemin céleste fait 205 kilomètres, la partie slovène 75 kilomètres et la partie autrichienne 80 kilomètres, soit 360 kilomètres au total.

## Musées
- Musée archéologique national d'Aquilée.
- Musée paléochrétien d'Aquilée.

L'ensemble du site est inscrit au patrimoine mondial de l'UNESCO depuis 1998.

## Administration
| Période                                  | Période  | Identité        | Étiquette                     | Qualité |
| ---------------------------------------- | -------- | --------------- | ----------------------------- | ------- |
| 2019                                     | En cours | Emanuele Zorino | Liste civique de centre-droit |         |
| Les données manquantes sont à compléter. |          |                 |                               |         |

### Hameaux
Beligna, Belvedere, Viola, Monastero.

### Communes limitrophes
Fiumicello, Grado (GO), Terzo d'Aquileia, Villa Vicentina.

### Évolution démographique
Habitants recensés

## Langues et dialectes
À Aquilée, à côté de l'italien, la population utilise le frioulan. Conformément à la Résolution n. 2680 du 3 août 2001 du Conseil de la Région Autonome du Frioul-Vénétie Julienne, la Municipalité est incluse dans la zone territoriale de protection de la langue frioulane aux fins de l'application de la loi 482/99, loi régionale 15/ 96 et loi régionale 29 / 2007.
La langue frioulane parlée à Aquilée est l'une des variantes appartenant au frioulan de Gorizia, .

## Infrastructures et transports

### Chemins de fer
La gare ferroviaire la plus proche est celle de Cervignano-Aquileia-Grado située à Cervignano del Friuli sur les lignes de Venise-Trieste et Cervignano-Udine.
Jusqu'en 1937, le chemin de fer Cervignano-Aquileia-Pontile par Grado était actif, partant de la gare de Cervignano et atteignant le hameau de Belvedere et l'embarquement des ferries pour Grado. Une piste cyclable a été construite sur le terrain de la voie ferrée désaffectée qui continue jusqu'à Grado. De plus, pendant la Première Guerre mondiale, plusieurs chemins de fer militaires étaient actifs dans la région d'Aquilée, dont l'un atteignait Cividale del Friuli.

### Routes
Le territoire communal est traversé dans son intégralité par la route régionale 352 de Grado, flanquée sur pratiquement tout le parcours par la piste cyclable Alpe Adria.

## Source
- (it) Cet article est partiellement ou en totalité issu de l’article de Wikipédia en italien intitulé « Aquileia » (voir la liste des auteurs).